# Raymond Hains
Raymond Hains (Saint-Brieuc, 9 novembre 1926 – Parigi, 28 ottobre 2005) è stato un artista e fotografo francese.
Nel 1997 ha vinto il premio Kurt Schwitters.